# 景斎英寿
景斎 英寿（けいさい えいじゅ 、生没年不詳）とは、江戸時代の浮世絵師、戯作者。

## 来歴
渓斎英泉の門人。姓は酒井、俗称伊三郎。大坂に住む。初名を英斎泉寿と称し、他に一筆庵英寿、禿筆庵可一、一筆学士可一と号す。作画期は文政後期から安政の頃にかけてで、草双紙類の作や挿絵のほか、錦絵の美人画などを残す。

## 作品

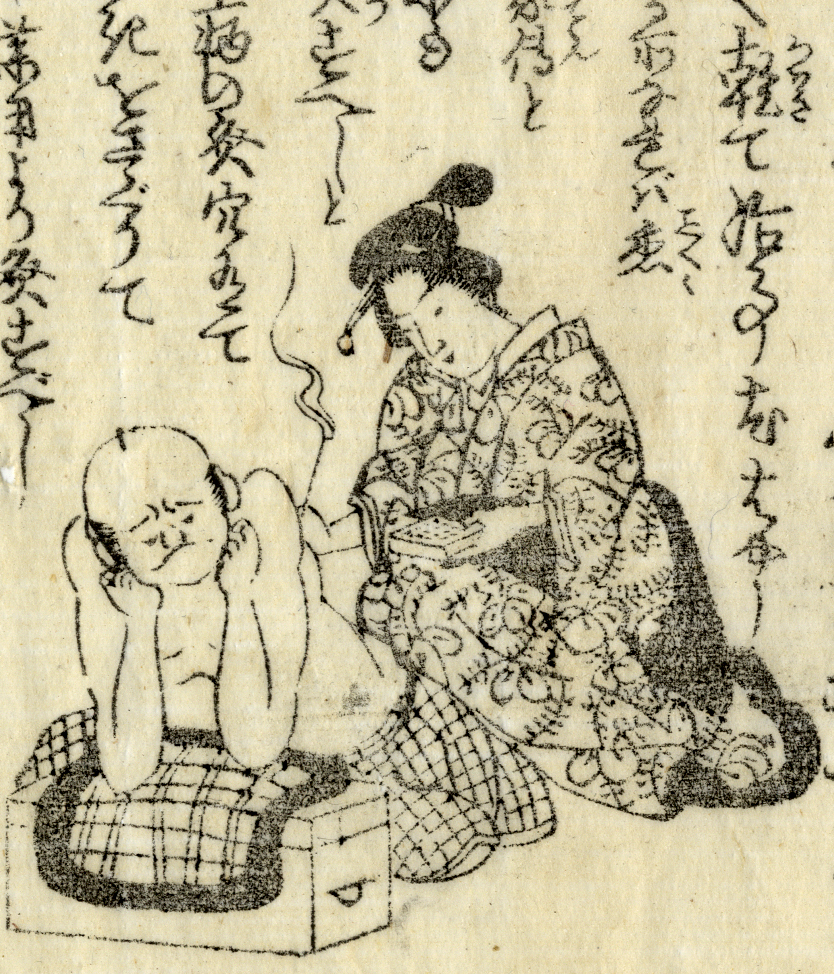
『万象妙法集』（部分）　英寿作。

- 『甘口ばなし』1冊　咄本　※松琴亭伝舎作、嘉永5年（1852年）刊行。英寿画
- 『滑稽鈍痴奇論』三編3冊　滑稽本　※岳亭山人作、安政3年（1856年）刊行
- 『浮説歌線会山』（くどきぶしいとにあおやま）四編1冊　※英寿作、歌川芳綱挿絵。嘉永5年（1852年）刊行
- 『敵討九里伊賀越』1冊　合巻　※英寿作、歌川芳員挿絵。嘉永7年（1854年）刊行
- 『契情肝粒志』二、三編　人情本　※鼻山人作、文政9年（1826年）刊行。英泉、菱川信丸とともに挿絵を描く。
- 『源氏どどいつ』　※刊行年不明、英寿作
- 「江ノ島鎌倉道中記」　錦絵　神奈川県立歴史博物館所蔵
- 「当世美人姿合」　錦絵　フェレンツ・ホップ東洋美術館所蔵